# Słynna Bettie Page
Słynna Bettie Page (tytuł oryg. The Notorious Bettie Page) – amerykański film biograficzny z 2005 roku.

## Obsada
- Gretchen Mol jako Bettie Page
- Chris Bauer jako Irving Klaw
- Jared Harris jako John Willie
- Sarah Paulson jako Bunny Yeager
- Cara Seymour jako Maxie
- David Strathairn jako Estes Kefauver
- Lili Taylor jako Paula Klaw